# Seychellerna i olympiska sommarspelen 2004
Seychellerna i olympiska sommarspelen 2004 bestod av 9 idrottare som blivit uttagna av Seychellernas olympiska kommitté.

## Boxning
Lätt weltervikt
- Julie Kitson
  - Sextondelsfinal - Förlorade mot Anoushirvan Nourian från Australien (51 - 22)

## Friidrott
Herrarnas 400 meter
- Evans Marie
  - Omgång 1: 48.23 s (6:a i heat 4, did not advance, 53:a totalt) (Personbästa)

Damernas 100 meter häck
- Celine Laporte
  - Omgång 1, 13.92 s (8:a i heat 1, did not advance, 35:a totalt)

## Judo
Herrarnas extra lättvikt (-60 kg)
- Francis Labrosse
  - Sextondelsfinal: Bye
  - Åttondelsfinal: Förlorade mot Miguel Albarracin från Argentina (Sukui-nage; ippon - 4:14)

## Kanotsport
Herrarnas K-1 500 m
- Tony Lespoir
  - Heat: 2:02,669 (6:a i heat 4, gick vidare till semifinal)
  - Semifinal: 2:04,975 (9:a i semifinal 2, gick inte vidare, 27:a totalt)

Herrarnas K-1 1000 m
- Tony Lespoir
  - Heat: 4:17,128 (9:a i heat 1, gick inte vidare, 25:a totalt)

## Segling
Öppen
| Seglare     | Gren  | Lopp | Lopp | Lopp | Lopp | Lopp | Lopp | Lopp | Lopp | Lopp | Lopp | Lopp | Summerad poäng | Finalplacering |
| Seglare     | Gren  | 1    | 2    | 3    | 4    | 5    | 6    | 7    | 8    | 9    | 10   | M*   | Summerad poäng | Finalplacering |
| ----------- | ----- | ---- | ---- | ---- | ---- | ---- | ---- | ---- | ---- | ---- | ---- | ---- | -------------- | -------------- |
| Allan Julie | Laser | 14   | 17   | 8    | 34   | 33   | 20   | 9    | 24   | 23   | 14   | 4    | 166            | 20             |

M = Medaljlopp; EL = Eliminerad – gick inte vidare till medaljloppet;